# كاتالينا موراليس
كاتالينا موراليس (بالإنجليزية: Catalina Morales)‏ هي متسابقة ملكة الجمال أمريكية، ولدت في 11 ديسمبر 1990 في مدينة كالي في كولومبيا.